# Farynala sternata
Farynala sternata är en insektsart som beskrevs av M. Firoz Ahmed och Naheed 1981. Farynala sternata ingår i släktet Farynala och familjen dvärgstritar. Inga underarter finns listade i Catalogue of Life.